# Morville (Shropshire)

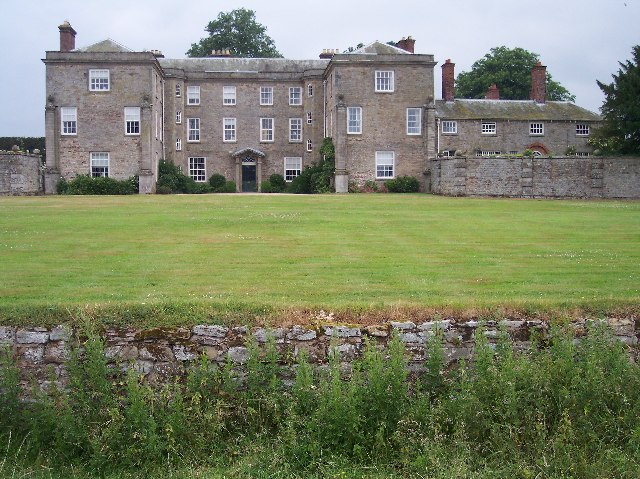
Morville Hall

Morville é uma vila e paróquia civil a cerca de 3 milhas a oeste de Bridgnorth, no distrito de Shropshire, no condado de Shropshire, Inglaterra. Em 2011, a paróquia tinha uma população de 392 pessoas. A paróquia faz fronteira com Acton Round, Astley Abbotts, Aston Eyre, Barrow, Bridgnorth, Chetton, Tasley e Upton Cressett.

## Pontos de interesse
Existem 20 edifícios listados em Morville. Morville tem uma igreja dedicada a São Gregório, o Grande.

## História
Em termos genéricos o nome "Morville" significa 'terreno aberto'. Morville foi registada no Domesday Book como Membrefelde.